# Liste der Bischöfe von Ramsbury
Die Liste der Bischöfe von Ramsbury stellt die bischöflichen Titelträger der Church of England, der Diözese Salisbury, in der Province of Canterbury dar. Der Titel wurde nach dem Ort Ramsbury benannt.
| Liste der Bischöfe von Ramsbury | Liste der Bischöfe von Ramsbury | Liste der Bischöfe von Ramsbury | Liste der Bischöfe von Ramsbury                |
| ------------------------------- | ------------------------------- | ------------------------------- | ---------------------------------------------- |
| Von                             | Bis                             | Name                            | Anmerkungen                                    |
| 1974                            | 1988                            | John Neale                      |                                                |
| 1989                            | 1998                            | Peter Vaughan                   |                                                |
| 1999                            | 2005                            | Peter Hullah                    |                                                |
| 2006                            | 2010                            | Stephen Conway                  | danach Bischof von Ely und Bischof von Lincoln |
| 2012                            | 2018                            | Ed Condry                       |                                                |
| 2019                            | Gegenwart                       | Andrew Rumsey                   |                                                |